# 보지 타워
보지 타워(Boji Tower)는 미국 미시간주의 주도인 랜싱에 있는 건물로, 부동산 개발 및 건축 사업을 하는 보지 그룹(Boji Group)의 사옥이다. 보지 타워는 랜싱에서 가장 높은 건물이다.

## 역사
1929년 올즈 타워(Olds Tower)라는 명칭으로 착공되어, 1931년 준공되었다. 1954년에 미시간 내셔널 뱅크 타워(Michigan National Bank Tower)로 이름이 변경되었고, 2001년 미시간 내셔널 은행(Michigan National Bank)이 스탠다드 페더럴 은행(Standard Federal Bank)에 인수될 때까지 이름이 유지되었다. 2001년부터 2005년까지 이름이 없는 상태로 있다가, 이라크계 이민자가 설립한 기업인 보지 그룹에 2005년 건물이 인수되어, 현재의 보지 타워라는 이름이 되었다.